# Antoni Brodowski

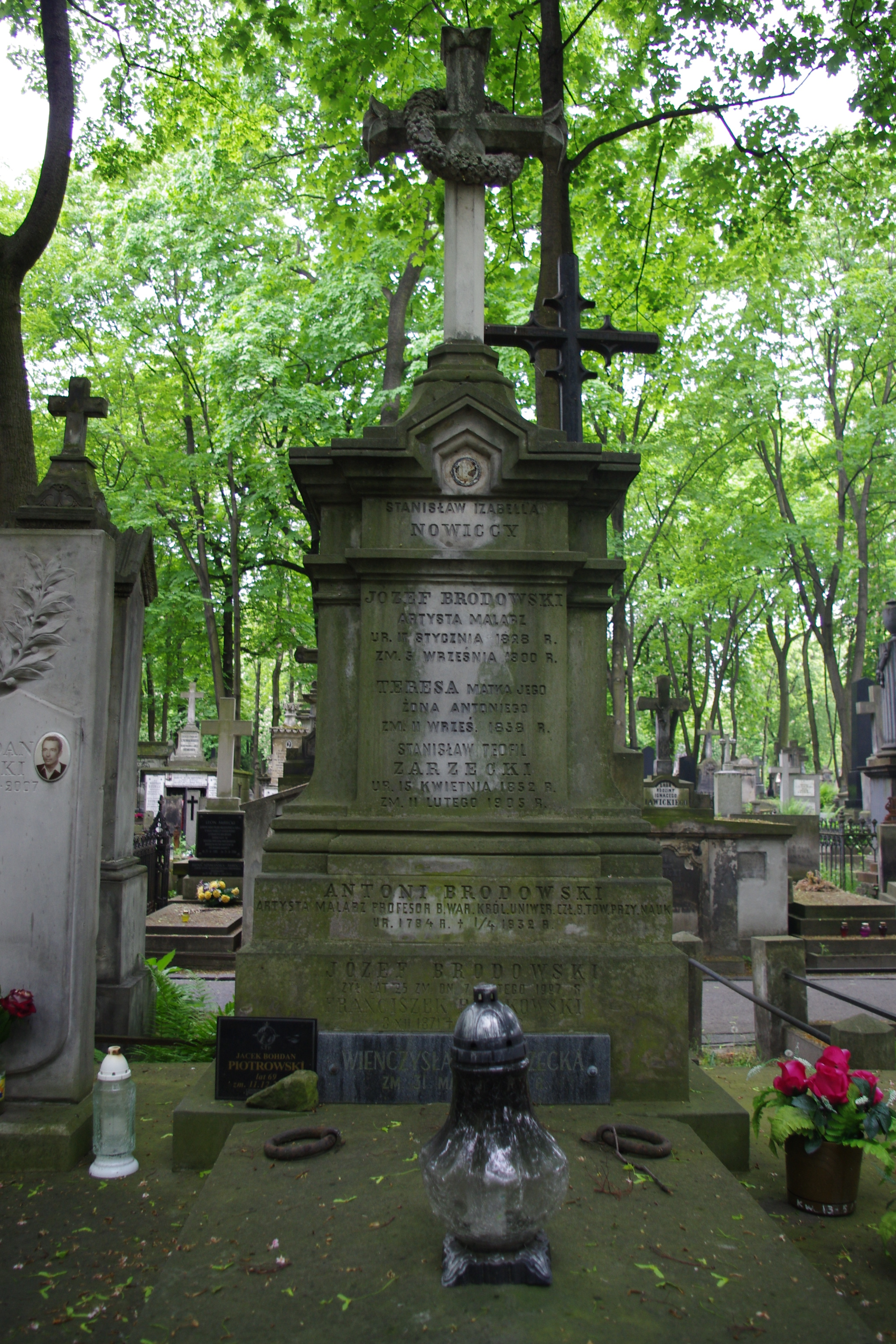
Grób malarzy Antoniego i Józefa Brodowskich na cmentarzu Powązkowskim w Warszawie

Antoni Brodowski herbu Łada (ur. przed 26 grudnia 1784 w Warszawie, zm. 31 marca 1832 tamże) – polski malarz, jeden z głównych przedstawicieli klasycyzmu w malarstwie polskim.

## Życiorys
W latach 1805–1808 przebywał w Paryżu jako guwerner dzieci Tadeusza Mostowskiego. W 1809 przybył do Paryża ponownie jako stypendysta rządowy. Jego nauczycielami był m.in. Jacques Jean Baptiste Augustin. Studia malarskie odbył w Paryżu u Jaques'a Louis Davida i François Gérarda. W 1815 powrócił do Warszawy i pracował jako urzędnik. Po zdobyciu w 1819 złotego medalu za Gniew Saula na Dawida uzyskał stanowisko profesora rysunków i malarstwa na Wydziale Sztuk Pięknych Uniwersytetu Warszawskiego. W 1822 został członkiem Towarzystwa Przyjaciół Nauk. Jego uczniami byli: Rafał Hadziewicz i Jakub Tatarkiewicz.
Portretował między innymi: Juliana Ursyna Niemcewicza, arcybiskupa Szczepana Hołowczyca (1828), Stanisława Kostkę Potockiego, księcia Józefa Poniatowskiego, Wojciecha Bogusławskiego, Ludwika Osińskiego, kasztelana Mostowskiego oraz Jana Pawła Woronicza. Namalował także portret brata Karola oraz autoportret.
Tworzył również kompozycje na tematy mitologiczne i biblijne, m.in. Gniew Saula na Dawida, Edyp i Antygona, Parys w czapce frygijskiej oraz historyczne: Nadanie dyplomu ustanowienia Uniwersytetu Warszawskiego przez Aleksandra I w 1816.
Jest autorem książki Co stanowi szkołę malarską (1824).
Miał dwóch synów: Józefa i Tadeusza, którzy także byli malarzami. Był stryjecznym dziadkiem pisarza Feliksa Brodowskiego.
W 1825 został kawalerem Orderu Świętego Stanisława III klasy. Pochowany na cmentarzu Powązkowskim w Warszawie (kwatera 13-5-23).

## Galeria

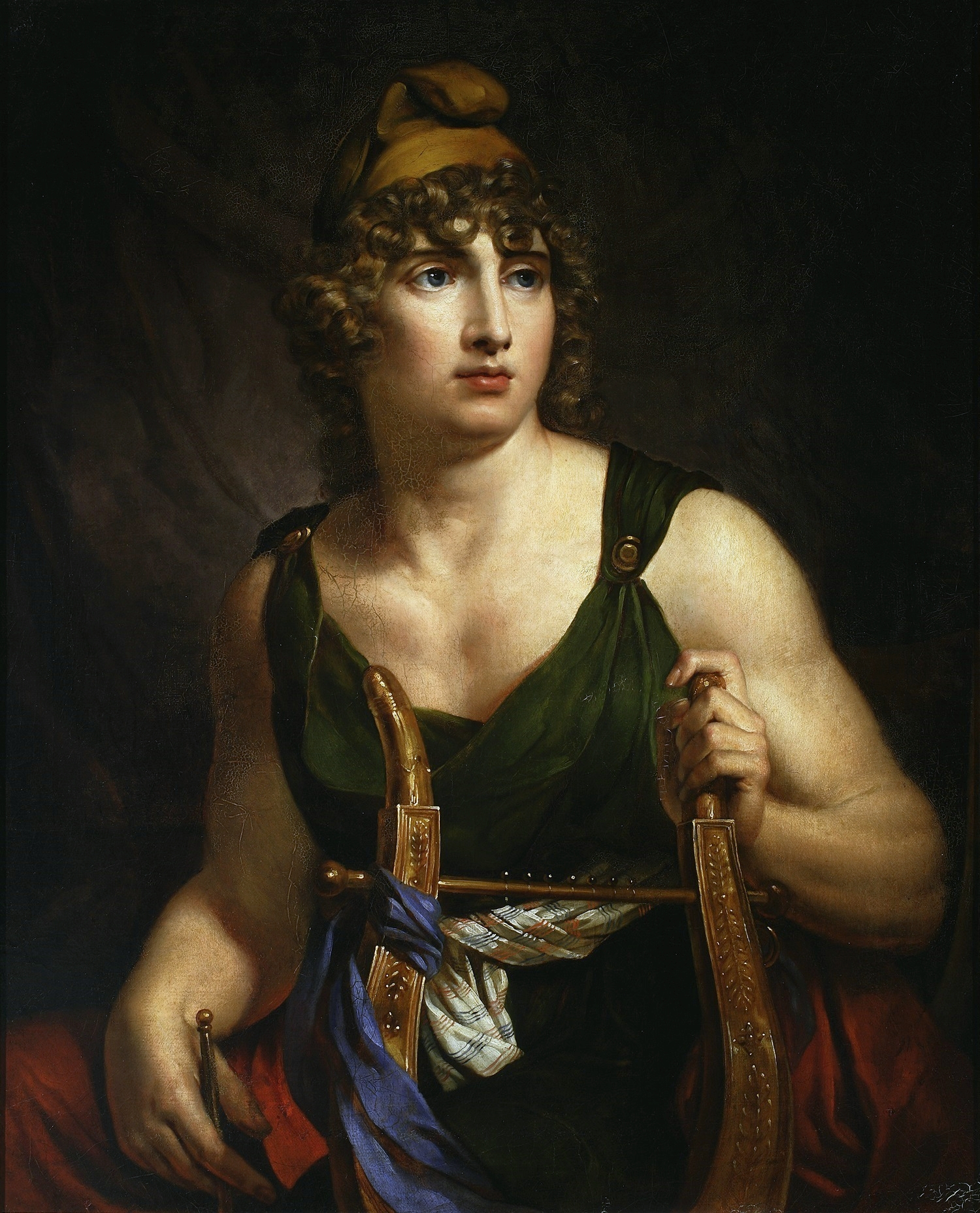
Parys w czapce frygijskiej, 1812
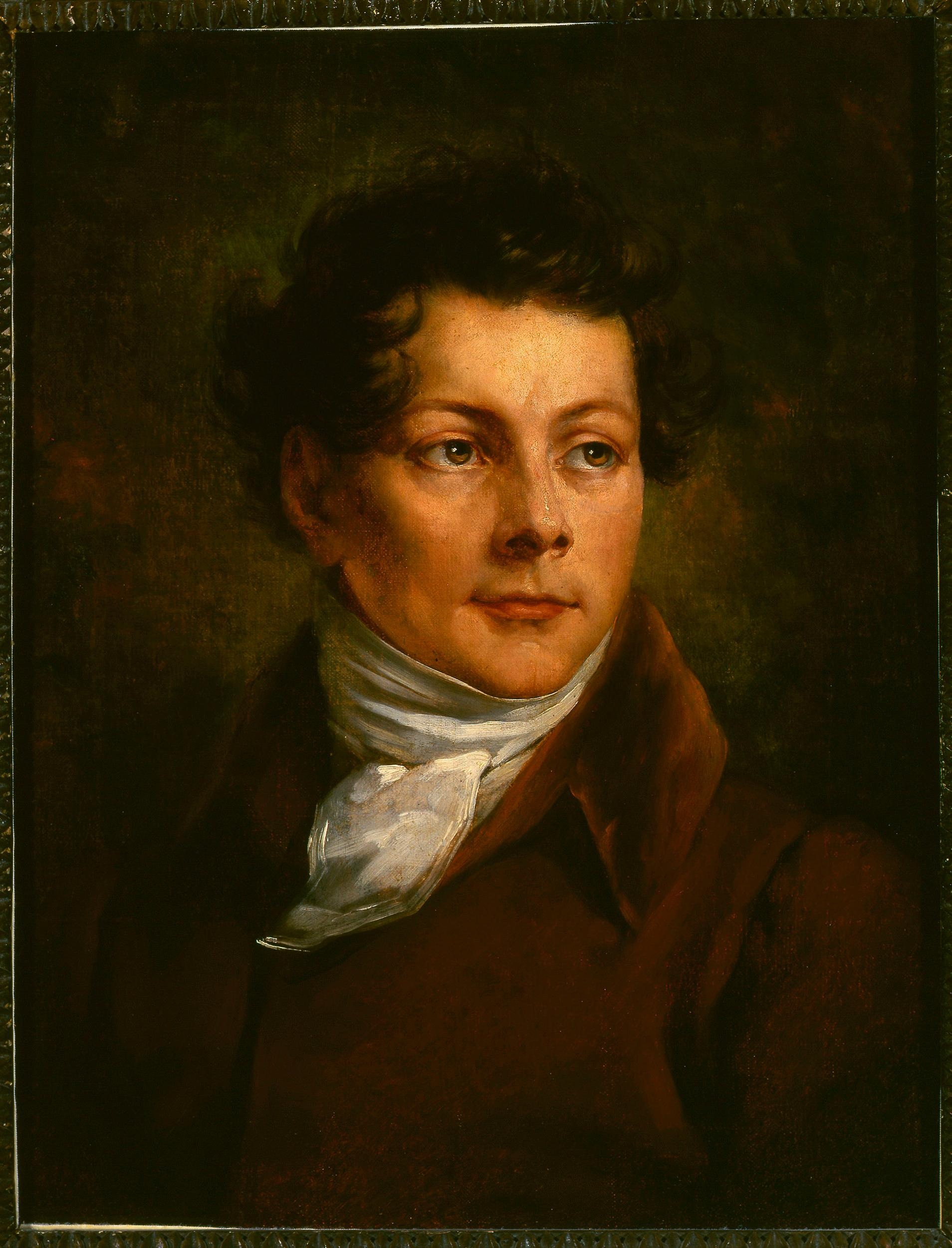
Portret Karola Brodowskiego, brata artysty, 1813
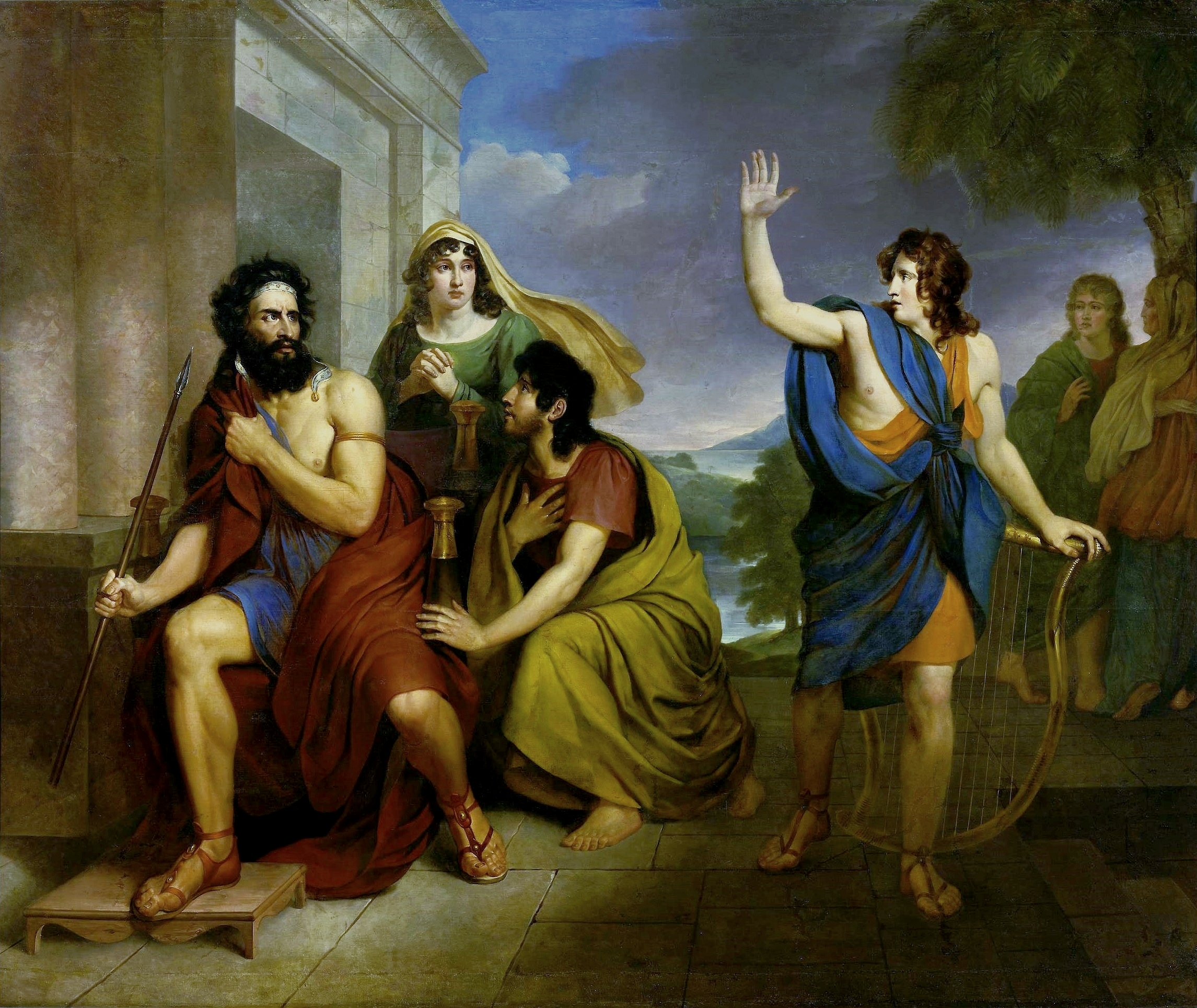
Gniew Saula na Dawida, 1812-1819
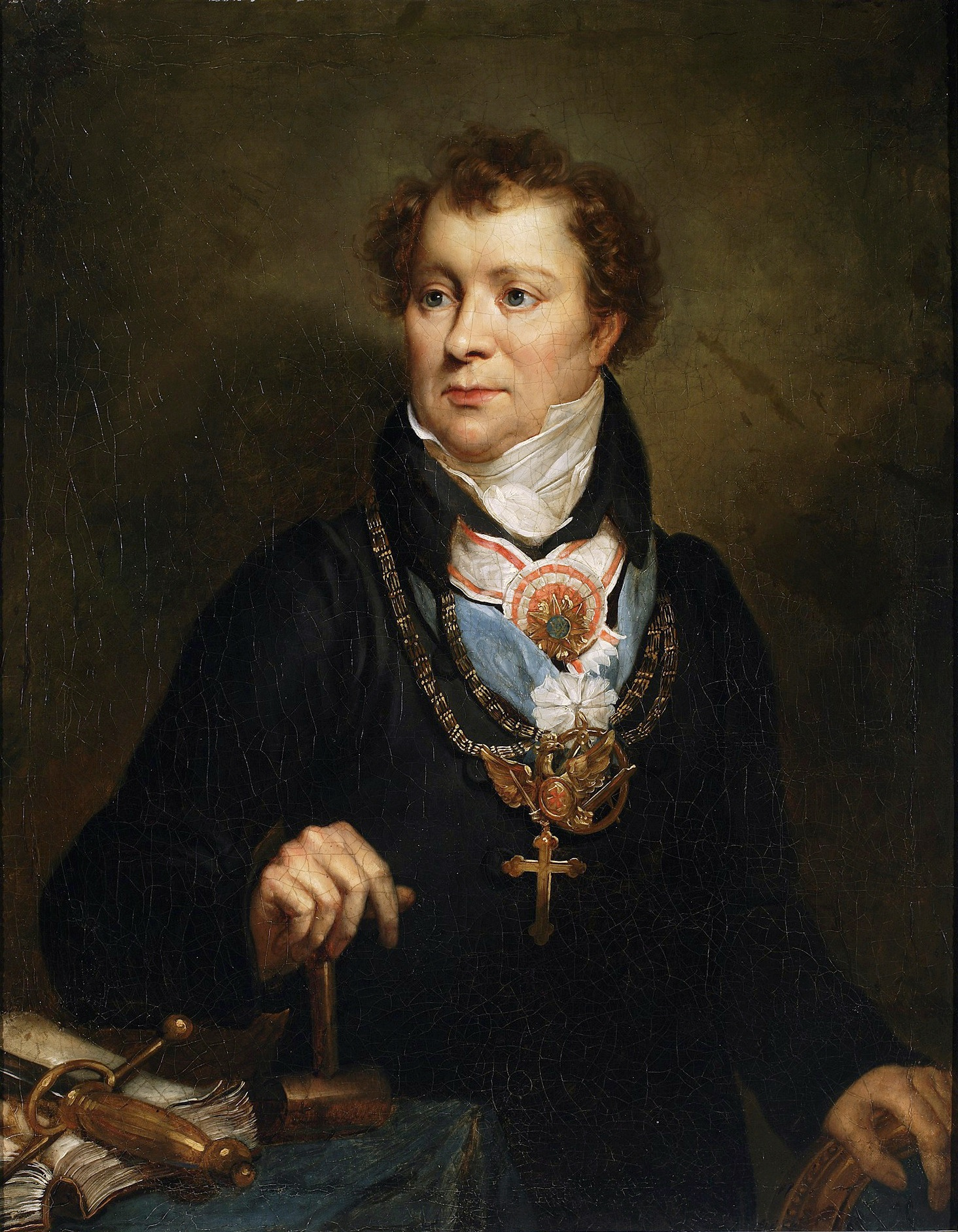
Portret Ludwika Osińskiego w stroju wolnomularskim, około 1820
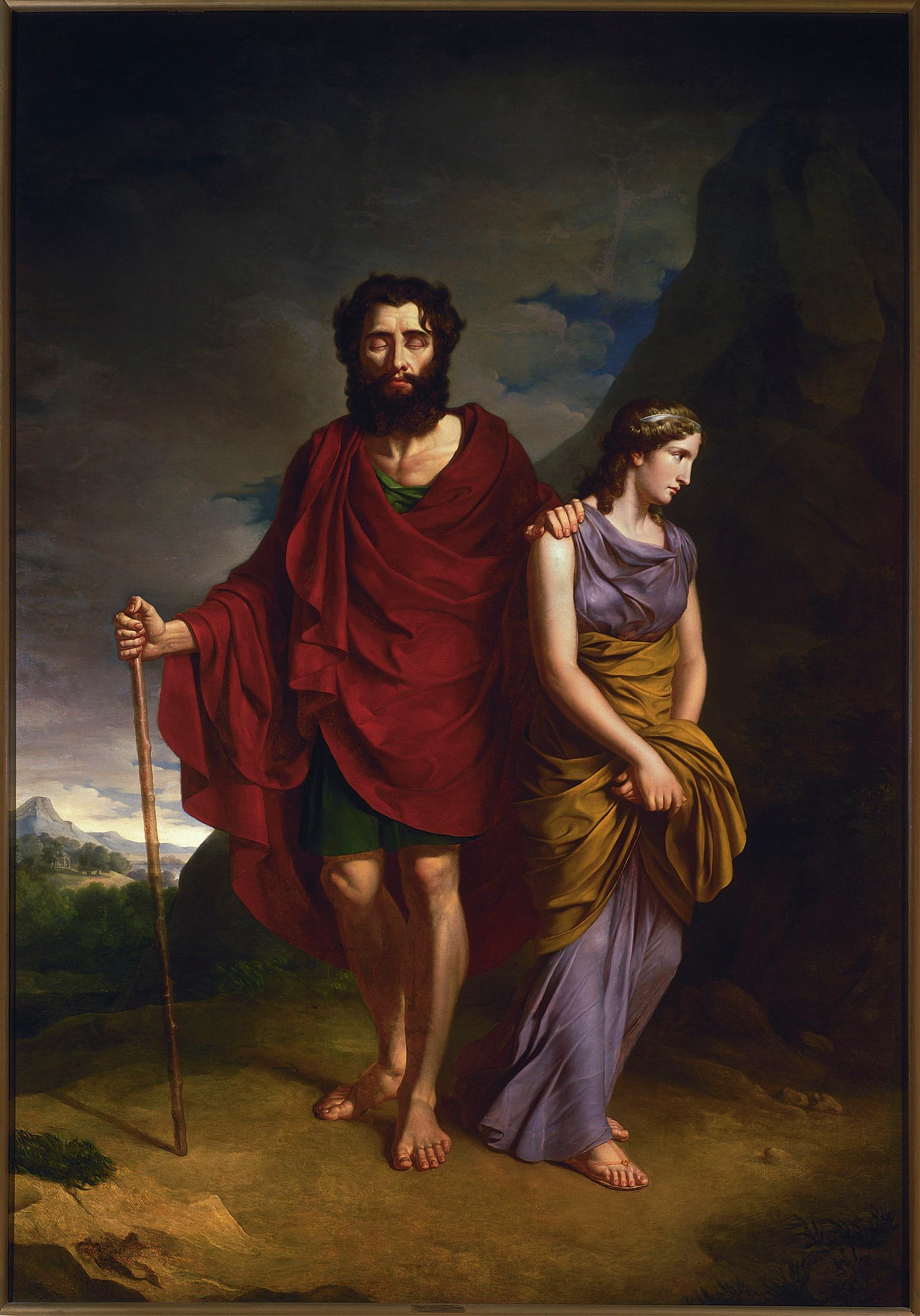
Edyp i Antygona, 1828

## Literatura dodatkowa
- Feliks Kopera: Brodowski Antoni. W: Polski Słownik Biograficzny. T. 2: Beyzym Jan – Brownsford Marja. Kraków: Polska Akademia Umiejętności – Skład Główny w Księgarniach Gebethnera i Wolffa, 1936, s. 445-446. Reprint: Zakład Narodowy im. Ossolińskich, Kraków 1989, ISBN 83-04-03291-0
- Ignacy Witz, Polscy malarze, polskie obrazy, Warszawa: Nasza Księgarnia, 1970.